# Josh Selby
Joshua Cornell Selby, detto Josh (Baltimora, 27 marzo 1991), è un cestista statunitense.

## Carriera
È stato selezionato dai Memphis Grizzlies al secondo giro del Draft NBA 2011 (49ª scelta assoluta).

## Palmarès
- McDonald's All-American Game (2010)
- NBA Summer League co-MVP (2012)